# 竹山日向
竹山 日向（たけやま ひゅうが、2003年11月2日 - ）は、愛知県名古屋市守山区出身のプロ野球選手（投手）。右投右打。東京ヤクルトスワローズ所属。

## 経歴

### プロ入り前
名古屋市立西城小学校4年生の時にビスタベースボールクラブで野球を始め、名古屋市立守山中学校時代は軟式野球の愛知中央クラブでプレーし、最速139km/hを記録するなど名の知れた存在だった。
享栄高等学校進学後は、軟式から硬式に馴染めず苦労した。また1年時は試合で一死も取れず、泣きながらマウンドを降りることもあった。2年秋からベンチ入りを果たし、3年夏の愛知県大会は背番号10を付け、4回戦の岡崎城西戦で夏の県大会初登板。先発して6回途中までを4失点に抑え勝利した。準々決勝の大同大大同戦は7点リードの7回から登板し、直球は最速151km/hを記録。準決勝の大府戦は1点を追う5回から登板し、6回に3者連続三振を奪うなど、4回1/3イニングを5安打1失点6奪三振の好投でチームの逆転勝利を呼び込んだ。続く決勝の愛工大名電戦に先発し、1時間50分の雨天中断を挟みながらも4回までは1失点に抑えていたが、5回に打者12人の猛攻で6点を失い降板。チームは敗戦し準優勝に終わり、甲子園出場はならなかった。同学年に菊田翔友、1学年上に上田洸太朗、2学年下に東松快征がいた。
2021年10月11日に行われたプロ野球ドラフト会議において東京ヤクルトスワローズから5位指名を受け、契約金2500万円、年俸500万円で入団した（金額は推定）。背番号は62。

### ヤクルト時代
2022年はイースタン・リーグで5試合に登板。もっとも、通算10イニングで12個の四死球を与えるなど制球力に課題を残した。一方で10月2日の阪神タイガース戦でプロ初登板を果たした。1イニングを無失点で抑えたことにより勝利投手の権利を得たが、直後にチームが同点に追いつかれ初勝利はお預けとなった。オフには50万円増となる年俸550万円（推定）で契約更改した。
2023年は春季キャンプは一軍でスタートしたが、開幕は二軍で迎えた。イースタン・リーグでは14試合に登板するも、2勝3敗、防御率4.33という成績に終わり、一軍登板はなかった。
2024年はシーズン後半からフォーム改造に取り組んだ。この年も一軍登板はなく、イースタン・リーグでも15試合に登板して3勝4敗、防御率8.33という結果だった。

## 選手としての特徴・人物
最速は153km/h。スカウト陣からはストレートが特に評価されていた。変化球はスライダー、フォークが中心。ツーシーム、カットボール、チェンジアップ、スプリットも投げる。重心移動がスムーズで、コーナーを突く制球力も備えている。
座右の銘は「全き人」。

## 詳細情報

### 年度別投手成績
| 年 度     | 球 団     | 登 板 | 先 発 | 完 投 | 完 封 | 無 四 球 | 勝 利 | 敗 戦 | セ 丨 ブ | ホ 丨 ル ド | 勝 率 | 打 者 | 投 球 回 | 被 安 打 | 被 本 塁 打 | 与 四 球 | 敬 遠 | 与 死 球 | 奪 三 振 | 暴 投 | ボ 丨 ク | 失 点 | 自 責 点 | 防 御 率 | W H I P |
| --------- | --------- | ----- | ----- | ----- | ----- | -------- | ----- | ----- | -------- | ----------- | ----- | ----- | -------- | -------- | ----------- | -------- | ----- | -------- | -------- | ----- | -------- | ----- | -------- | -------- | ------- |
| 2022      | ヤクルト  | 1     | 0     | 0     | 0     | 0        | 0     | 0     | 0        | 0           | .---  | 3     | 1.0      | 0        | 0           | 0        | 0     | 0        | 1        | 0     | 0        | 0     | 0        | 0.00     | 0.00    |
| 通算：1年 | 通算：1年 | 1     | 0     | 0     | 0     | 0        | 0     | 0     | 0        | 0           | .---  | 3     | 1.0      | 0        | 0           | 0        | 0     | 0        | 1        | 0     | 0        | 0     | 0        | 0.00     | 0.00    |

- 2024年度シーズン終了時

### 年度別守備成績
| 年 度 | 球 団    | 投手  | 投手  | 投手  | 投手  | 投手  | 投手     |
| 年 度 | 球 団    | 試 合 | 刺 殺 | 補 殺 | 失 策 | 併 殺 | 守 備 率 |
| ----- | -------- | ----- | ----- | ----- | ----- | ----- | -------- |
| 2022  | ヤクルト | 1     | 0     | 0     | 0     | 0     | .---     |
| 通算  | 通算     | 1     | 0     | 0     | 0     | 0     | .---     |

- 2024年度シーズン終了時

### 記録
初記録
- 初登板：2022年10月2日、対阪神タイガース25回戦（阪神甲子園球場）、8回裏に2番手で救援登板、1回無失点
- 初奪三振：同上、8回裏にメル・ロハス・ジュニアから空振り三振

### 背番号
- 62（2022年[9] - ）